# 小池均
小池 均（こいけ ひとし、1963年11月4日 - ）は、長野県中野市出身の元プロ野球選手（投手）。

## 経歴
長野工業高時代から、当時のコーチ、板東里視がスカウト時代からオーソドックスな本格派と密かに目をつけていた。
1981年オフに、ドラフト外で近鉄バファローズに入団。一軍公式戦の出場がないまま、1984年限りで現役を引退。
引退後も球団に残り、1985年から打撃投手兼スコアラー、1996年からはスコアラーに専念。
2005年からは、東北楽天ゴールデンイーグルスのスコアラーをつとめる。

## 詳細情報

### 年度別投手成績
- 一軍公式戦出場なし[1]

### 背番号
- 52 （1982年 - 1984年）
- 82 （1985年）
- 92 （1986年 - 1990年）
- 108 （1991年 - 1995年）